# نقار الخشب ذو العرف
نقّار الخشب ذو العرف (الاسم العلمي: Dryocopus pileatus)، هو نقّار خشبٍ أميركيٌ شمالي ذو حجمٍ كبيرٍ جداً يُقارب حجم الغراب، يعيش في الغابات النفضية في الشّمال الشرقي من أميركا وفي البحيرات العظمى و غابات التايغا الشمالية في كندا و في أجزاءٍ من سواحل المحيط الهادئ. يُعدّ أكبر نقّار للخشب في الولايات المتحدة الأميركية إذا ما استُثني نقار الخشب عاجي المنقار (ivory-billed woodpecker) المحتمَلُ انقراضُه.

## الوصف

رسم لنقار الخشب ذي العرف بريشة جون جيمس أودوبون.

يتراوح طول اليافعين من طيور نقار الخشب ذي العرف ما بين 40 إلى 49 سم، وطول المحور الممتد بين طرفي الجناحين ما يقارب 66 إلى 75 سم، أما وزنه فيتراوح ما بين 250 إلى 400 غ بمتوسطٍ قدره 300غ . يبلغ قياس الجناح الواحد من 21.4 إلى 25.3سم، أما الذيل فيتراوح طوله مابين 14 إلى 17.4سم. يتراوح قياس منقاره ما بين 4.1 إلى 6 سم، أما كاحله فيبلغ قياسه ما بين 3.1 إلى 3.8سم. غالباً ما يكون أسود اللون بعُرفٍ أحمر وخطٍ أبيض على جهتي العُنق. يظهر اللون الأبيض على الجناحين أثناء الطيران. يتميّز طيران هذا النوع من الطيور بالقوة والمباشرة إلا أنه ذو طبيعةٍ متموجة، ما يتشابه مع نمط الطيران الفريد المميِّز لجميع الطيور النقارة للخشب. تتميز الذكور البالغة بوجود خطٍ أحمر يمتد من قاعدة المنقار إلى العُنق من الجهتين، أما لدى الإناث اليافعات فيكون الخطّ أسوداً. يوجد نوعان من هذه الطيور في العالم القديم وهما نقّار الخشب أبيض البطن ونقار الخشب الأسود، و كلاهما وثيقُ الارتباط بنقار الخشب ذي العرف ويعيشان في نفس النمط البيئي الذي يعيش فيه في أميركا الشمالية. النوع الوحيد من الطيور الأميركية الشمالية التي تمتلك تقريباً نفس الحجم والريش هو نقار الخشب عاجي المنقار الذي يعيش في جنوب شرق الولايات المتحدة وفي كوبا، إلى جانب قريبه نقار الخشب الإمبراطوري (imperial woodpecker) الذي يعيش في المكسيك، غير أن هذين النوعين منقرضين أو على وشك الانقراض بخلاف نقار الخشب ذي العرف.
يكون صياح هذا الطير مرتفعاً جدا، وهو أشبه بضحكٍ مرتفعٍ وعابرٍ للمسافات متميزٍ بطبيعته الوحشية والجامحة. أحياناً يكون صوت النقر على الخشب الذي يحدثه مرتفعاً جداً، أشبه بالصوت الناجم عن اصطدام المطرقة بجذع الشجرة.

## النويعات
عُرفت أربعة نويعات من نقار الخشب ذي العرف على مرّ التاريخ، وهي :
- نقار الخشب الجنوبي ذو العرف (D. p. pileatus), يعيش في جنوب الولايات المتحدة باستثناء فلوريدا.
- نقار الخشب الشمالي ذو العرف (D. p. abieticola)، يعيش في منطقة بريريز الكندية (Canadian Prairies) و يمتد وجوده إلى شرق كندا و شمال الولايات المتحدة.
- نقار خشب فلوريدا ذو العرف (D. p. floridanus)، يعيش في فلوريدا.
- نقار الخشب الغربي ذو العرف (D. p. picinus)، يعيش في غرب أميركا وشمالها.[5]

## الموطن والانتشار
يمتد الموطن الأساسي لهذه الطيور عبر الأراضي الغابيّة في كندا مروراً بشرق الولايات المتحدة وأجزاءٍ من سواحل المحيط الهادئ. تحبّذ هذه الطّيور العيش في الغابات المعمّرة والحدائق كثيفة الأشجار، على أن تكون معتدلة الرطوبة.

## السلوك
تتغذى هذه الطيور على الحشرات بصورة أساسية وخاصةً النمل الحفار والخنافس الحافرة للخشب، كما تتغذى على الفواكه و الجوز و التوت بأنواعه بما في ذلك اللبلاب السام. غالباً ما يصنع نقار الخشب ذو العرف فجواتٍ كبيرةً ذات شكل شبه مستطيل في الأشجار خلال بحثه عن الحشرات، وخاصةً عن جحور النمل. قد تهبط هذه الطيور إلى الأرض أو تقترب منها لتلتمس الغذاء، وخاصةً إلى الأشجار الميتة والمطروحة أرضاً، إذ تبحث عن غذاءٍ لها في التجمعات الحشرية المتنوعة التي تتشكل في تلك الأشجار. قد تلتمس هذه الطيور غذائها بالقرب من بيوت البشر وسياراتهم كما يمكن جذبها إلى بعض الأغذية الحاوية على دهون وخاصةً في الظروف المناخية القاسية.
يصنع نقار الخشب ذو العرف مجاثم (أوكار) كبيرةً ومتعددة المداخل في الأشجار الميتة، غير أنه لا يستعملها إلا لمرةٍ واحدة، حيث يقوم بتربية صغاره الجدد في شجرةٍ جديدة إبان كلِّ موسمِ تكاثرٍ سَنَويٍ جديد، هذا الأمر، يترك المجاثم التي صنعها شاغرةً وقابلةً للاستثمار من قبل طيورٍ أُخرى وفي بعض الأحيان تستعملها بعض الثدييات كالراكون، لذلك تعدّ عائلة الطيور النقارة للخشب بكليتها، مهمةً ومفيدةً من المنظور البيئي، إذ تُساهم في تحسين ظروف الحياة للعديد من الطّيور الأخرى.
لوحظ بأنّ نقار الخشب ذا العرف يهجر مجثمه في حال سقوط أي بيضةٍ من المجثم، ويُعتبر هذا من السلوكيات النادرة في عالم الطيور. كل واحدٍ من الأبويين يحتضن ما مُعدله أربع بيضات، ويستمرّ في احتضانها لمدةٍ تتراوح مابين 12 إلى 16 يوم. يستغرق نمو الريش لدى الصغار ما يُقارب الشّهر. أكبر نقار خشبٍ ذي عرف من حيث السن عُرف حتى الآن، كان قد بلغ من العمر 12 عاماً و 11 شهر. تشمل الحيوانات المفترسة لصغار النقار المهاجمة لعشه كلاً من الخزّ الأميركي، ابن عرس، السنجاب، أفاعي الجرذان (rat snakes)، و الثعالب الرمادية. ثمّة عددٌ أقل من الحيوانات المفترسة للطيور البالغة، غير أنها قد تقع في قبضة بعض الحيوانات مثل بعض أنواع طيور الباز و بعض أنواع البوم.

## الوضع الحالي
يتمتع نقار الخشب ذو العرف بقدرةٍ كبيرةٍ على التأقلم، ما ساعده على الاستمرار إلى يومنا هذا بعد استيطان الإنسان في أميركا الشمالية، وذلك بخلاف نقار الخشب عاجي المنقار، الذي يحتاج إلى شروط حياةٍ أكثرَ خصوصية. يعتبره بعض الناس مؤذياً بسبب الضرر الذي قد يلحقه بالأشجار، غير أن التهامه للخنافس الشجرية الضارة يجعله ذو فائدةٍ كبيرةٍ بالنسبة للكثيرين.

## معرض صور

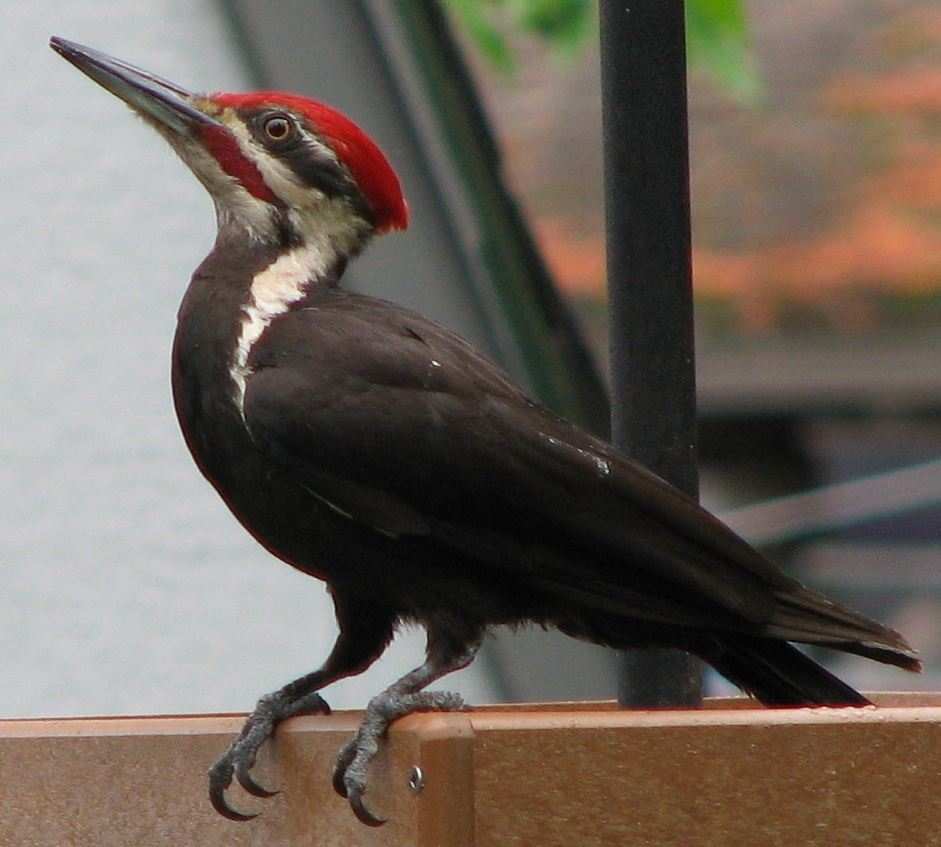
ذكر على منصة التغذية.
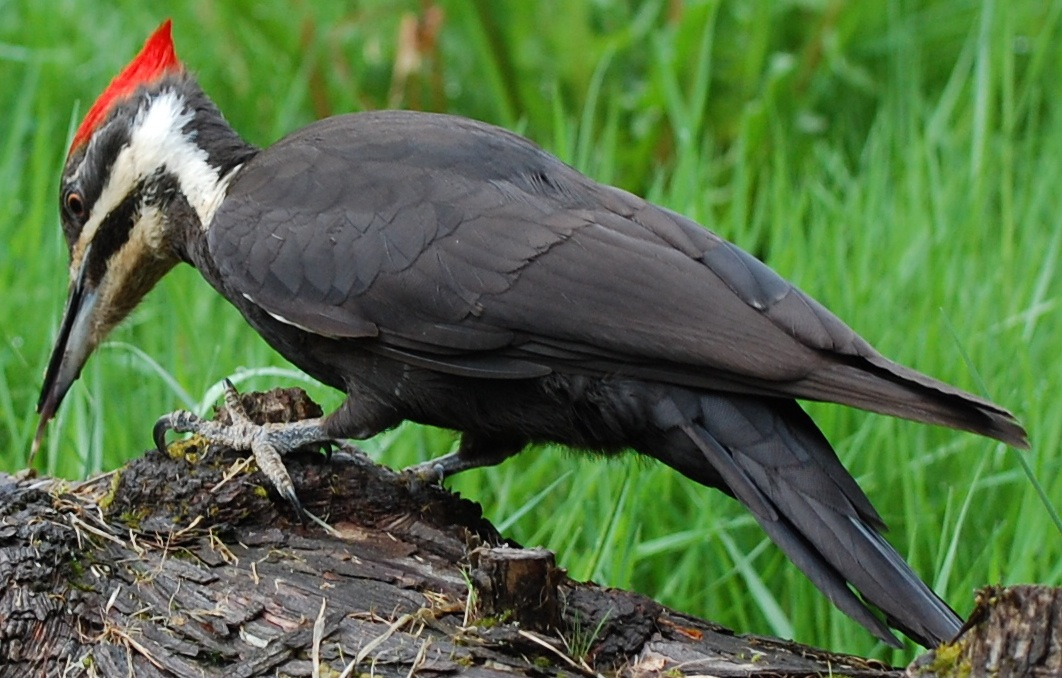
أنثى تقف على قطعة حطب عند تجمع للنمل.
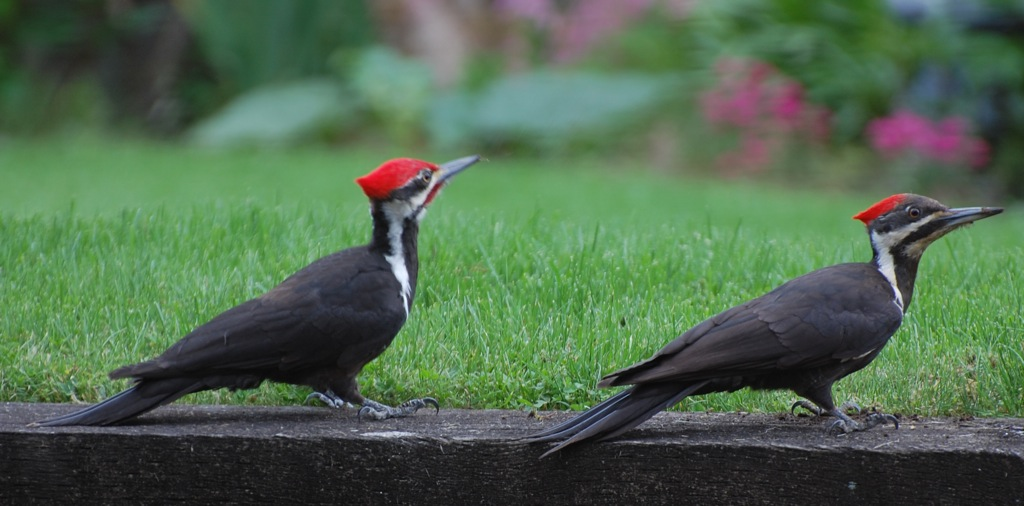
زوجان من نقار الخشب ذي العرف.
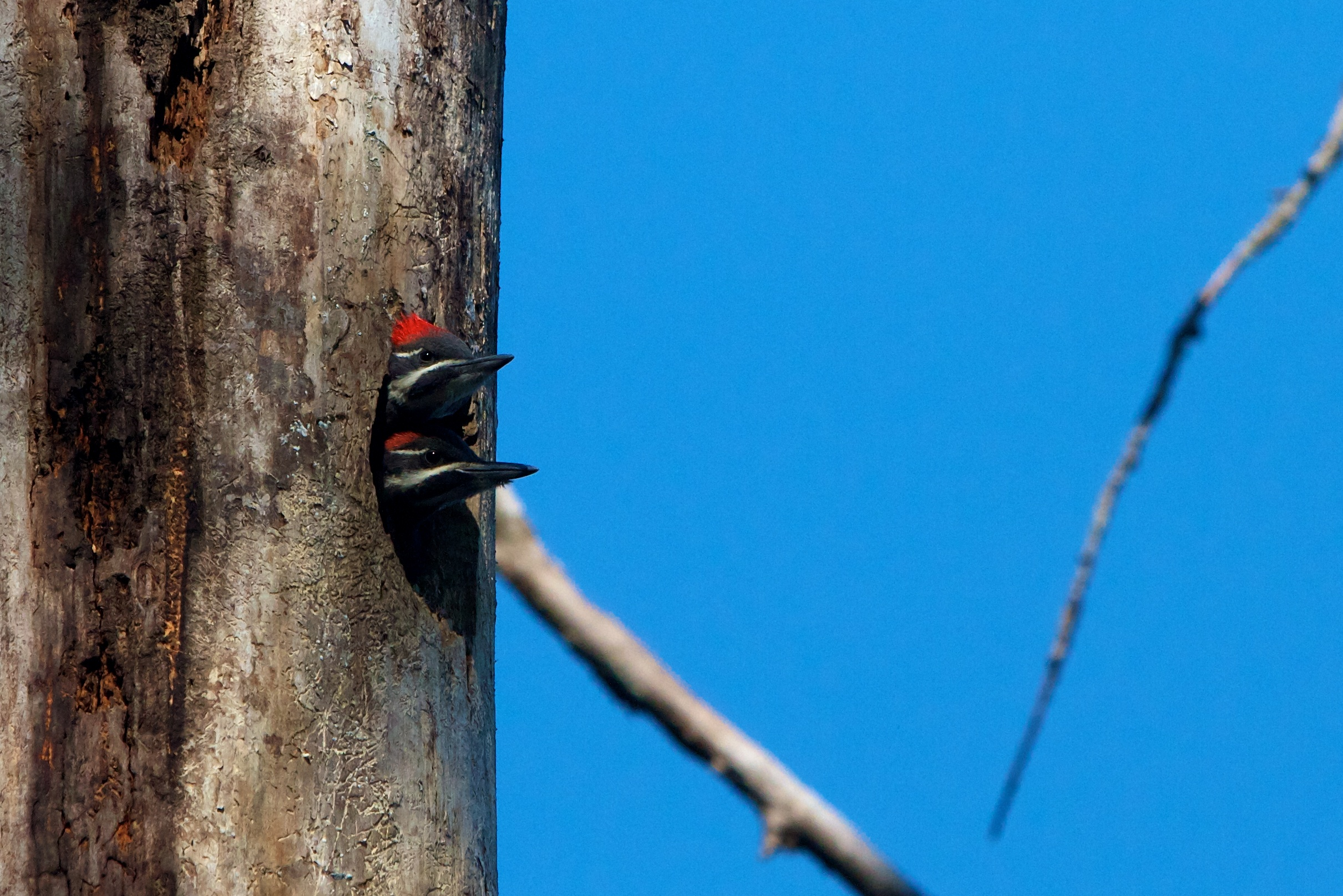
فراخ الطير في العش.
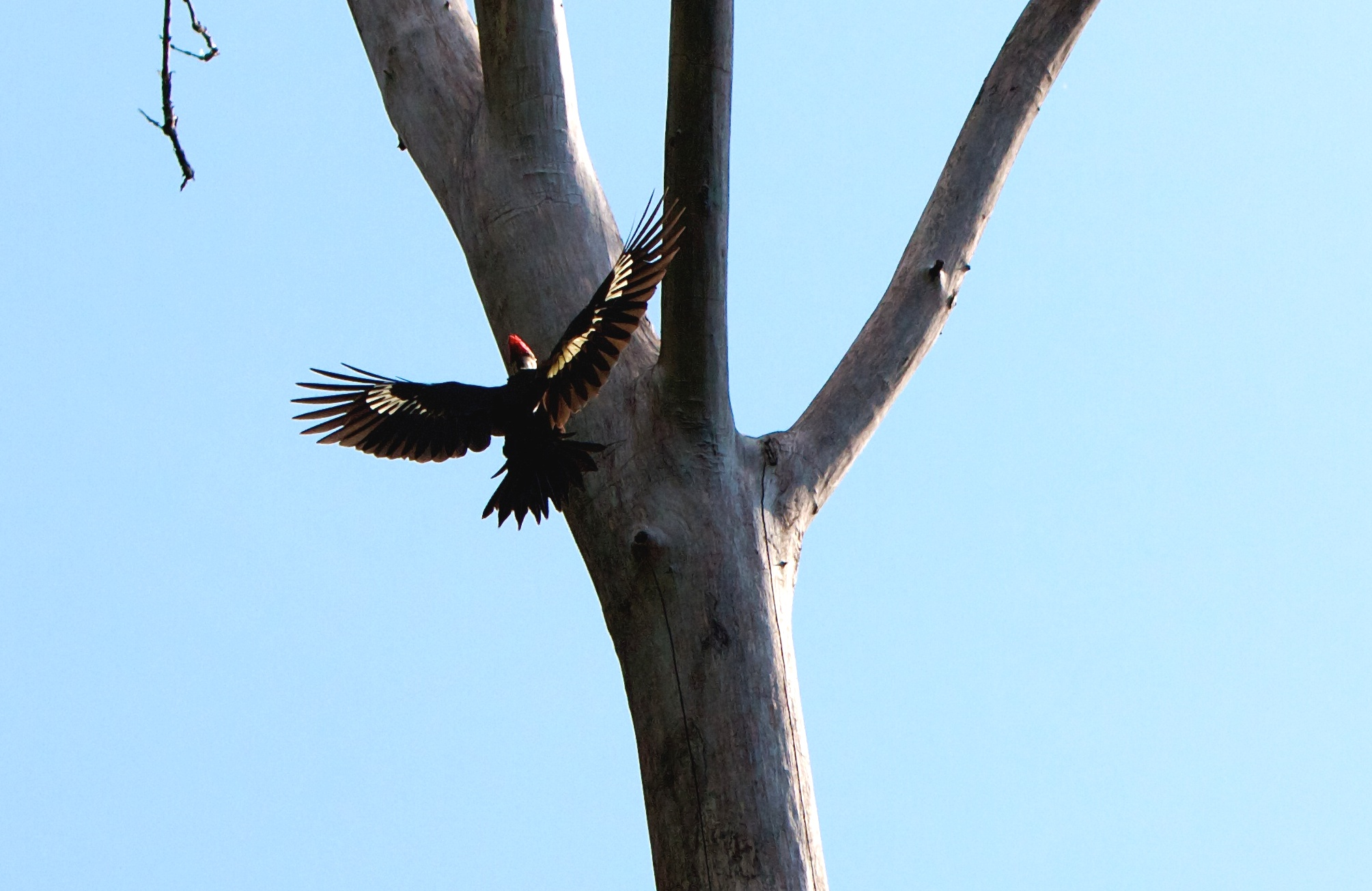
ذكر الطير أثناء طيرانه.